# Амьонебург
Амонебург (Amöneburg) е град в областта Марбург-Биденкопф в Хесен, Германия.
Построен е в полите на планината до древен замък, от който е взел и името си. През 721 г. Св.Бонифаций построява първия манастир на германска земя именно тук.